# Tillandsia ilseana
Tillandsia ilseana là một loài thuộc chi Tillandsia. Đây là loài đặc hữu của México.